# Арапський монастир (Болгарія)
Арапський монастир (Болгарія) — болгарський православний монастир в Асеновградському духовному районі Пловської єпархії Болгарської Православної Церкви.

## Розташування
Монастир розташований приблизно за 6 км на схід від Асеновграда, праворуч від дороги до міста Пирвомай. Виник на стародавньому святому джерелі (священному джерелі) недалеко від асеновградського села Златоврах (іноді його називають Арапово) в XIX столітті. Це єдиний зі створених монастирів під час османського панування перед визволенням Болгарії.

## Історія
Будівництво розпочалося близько 1856 року ієромонахом Софронієм. У 1859 році була заснована школа монастиря. Для будівництва грошей не шкодували, тому був запрошений видатний югославський майстер Стою. Як прототип використано Ґорноводенський монастир.
Ктіторіанські написи свідчать про те, що кошти були зібрані болгарським гайдуком Ангелом воєводою та частково населенням при настоятелі монастиря архімандриті Софронії.

## Архітектура
У південній частині монастиря знаходиться велика кам'яна вежа, яку народна пам'ять пов'язує з ім'ям Ангела Каріотова — одного з найвідоміших гайдуків в цьому регіоні, який також був головним меценатом монастиря. Сама вежа прямокутна. Перші два поверхи — кам'яні з вузькими вікнами, пристосованими для солдатів, а третій — фактична житлова частина з дерев'яною каркасною структурою і сильно зведеними круглими бухтами, має 4 кімнати. На північній стіні розташована настінна картина «Самсон вбиває нубійського лева», що використовується для патріотичних цілей.

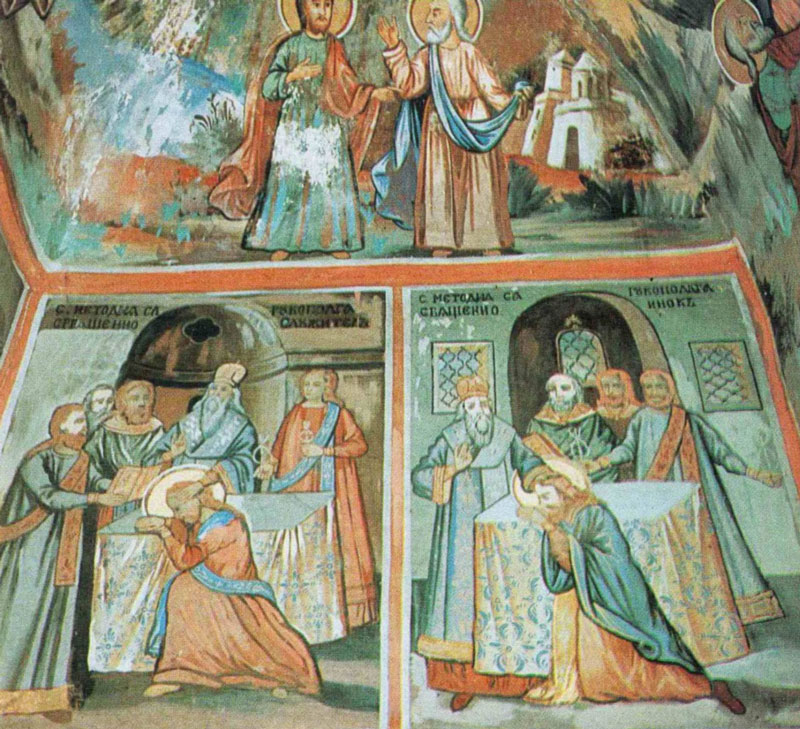
Фреска в Араповському монастирі, виконана знаменитим болгарським художником Олексієм Атанасовим

Соборна церква була завершена у 1859 р. Вона трикутної форми з чотирма вільними опорами, потрійна однокупольна. Храм присвячений святій великомучениці Кіріакії (або Неділі). За тверде і гідне визнання віри Христа красива діва була жорстоко замучена, а потім 7 липня 289 р. посічена мечем у місті Нікомедія (Мала Азія). Бог прийняв її чисту душу перед тим, як меч ката пролив її невинну кров. За часів правління Асеневці (XII-XIII ст.) мощі святої були перенесені до тодішньої столиці Тирново. Пізніше, святий Євтимій, Патріарх Тарновський написав: «Похвала на светата великомъченица Неделя».
Фрески виконали художник Олексій Атанасов і Георгій Данчов-Зографіна (1846-1908), особистий друг і соратник Василя Левського. При цьому були використані сюжети із життя св. Іоанна Хрестителя і св. Параскеви. У першому регістрі південних і західних стін фігури святих і патріархів: Євтимій і Йоаким Тирновські, Марк, єпископ Преслав, Феофілакт Тирновський, Св. Іван Рильський, Іларіон Магленський, Онуфрій Габровський та інші. Сцена «Св. Цар Борис хрещений Мефодієм». Остання картина циклу — сцена смерті і поховання двох салонікійських братів.
Сильний землетрус 1928 року пошкодив соборну церкву і фрески.
У 1930 році Ніколай Евров відновив купол церкви.

## Свято храму
Свято храму відбувається 7 липня — Свята Неделя.

## Галерея

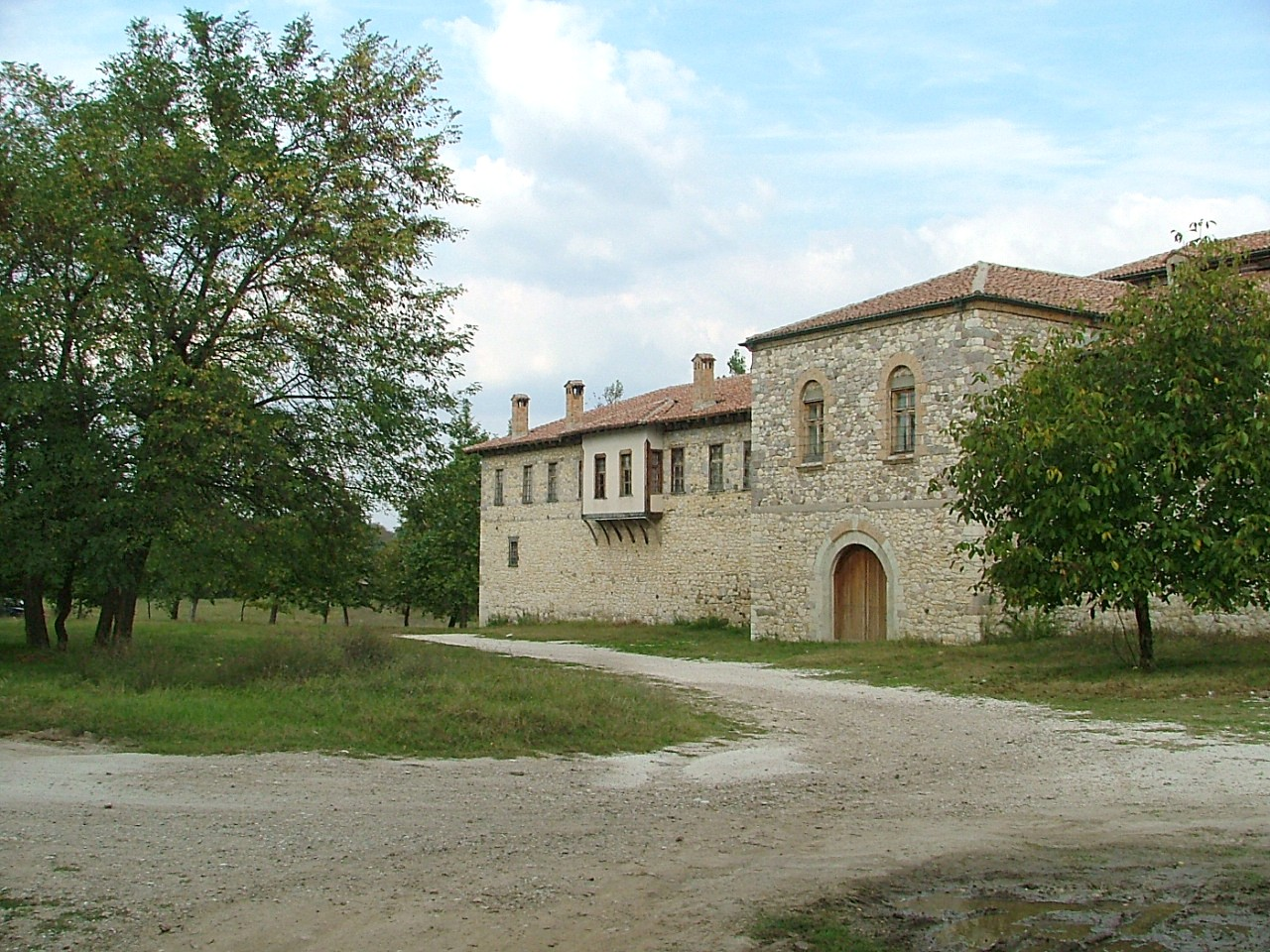
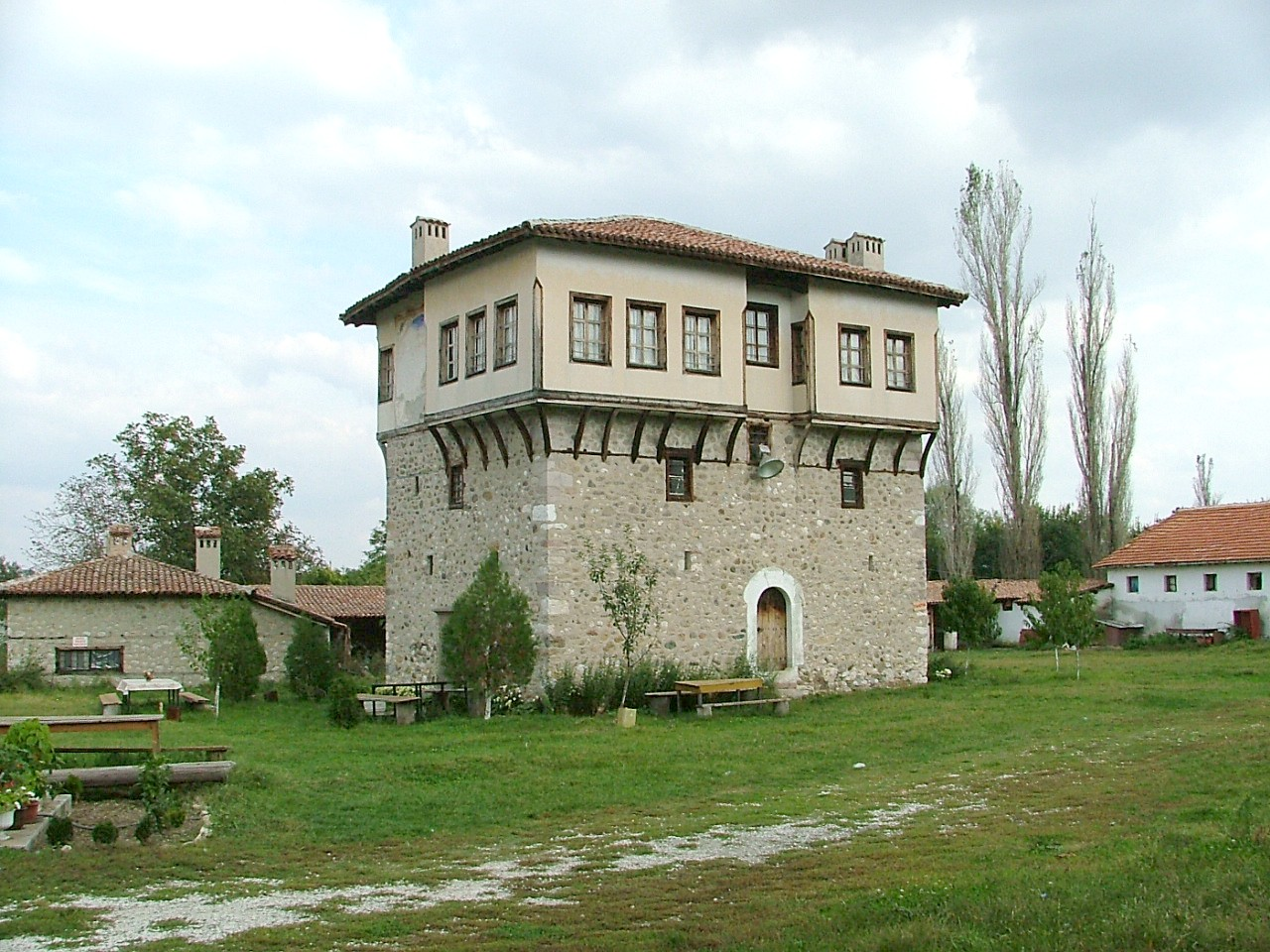
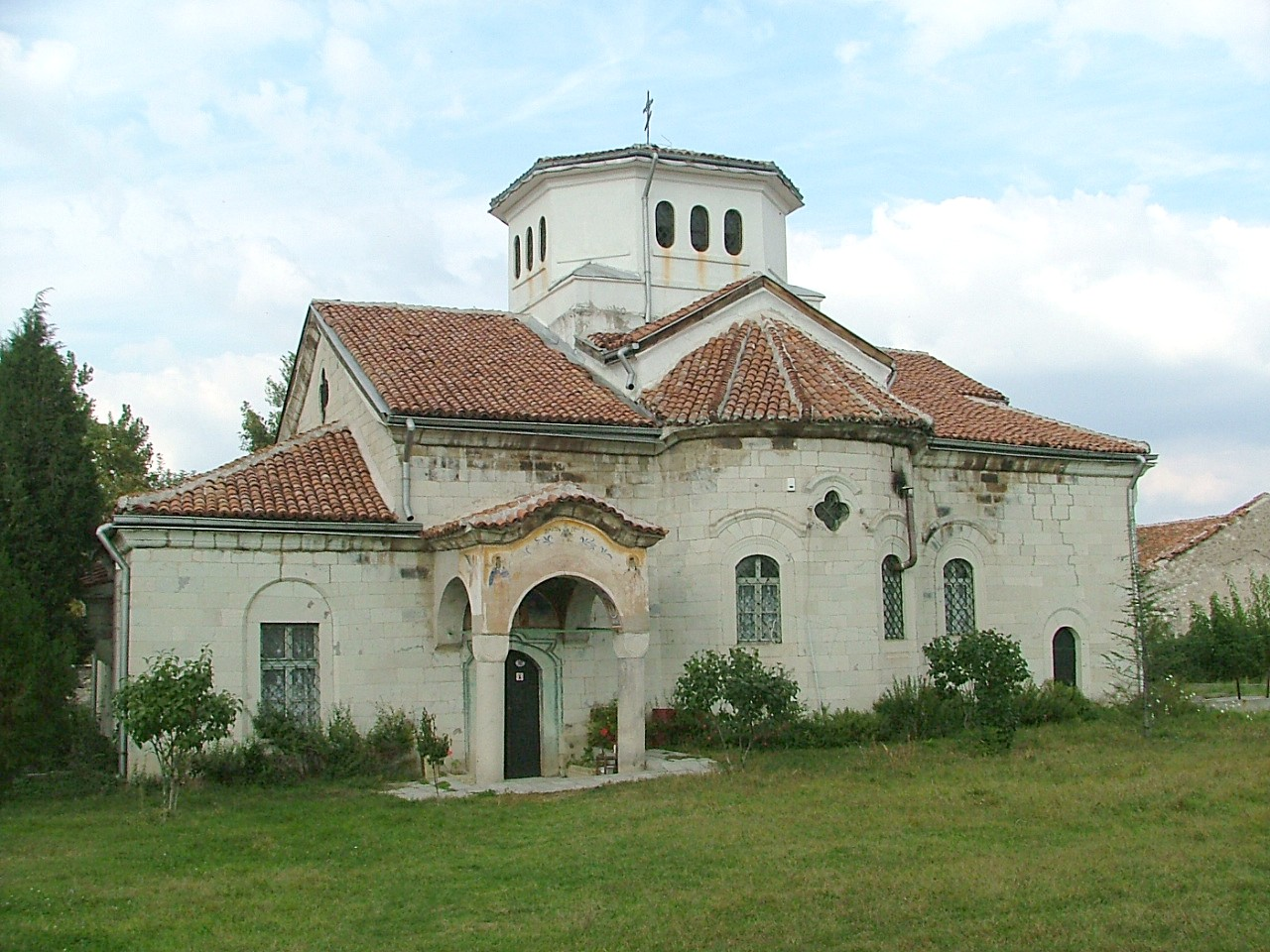
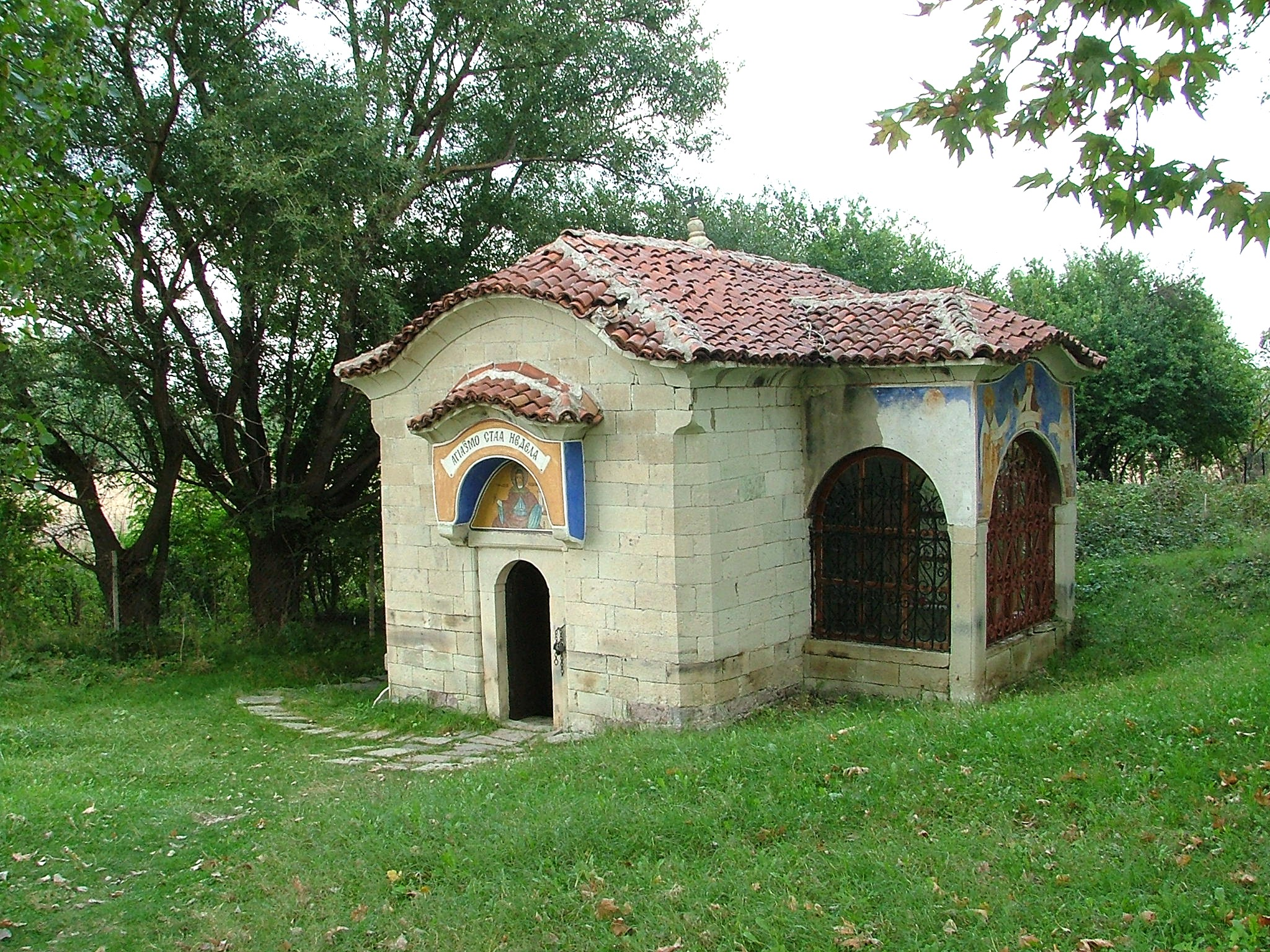
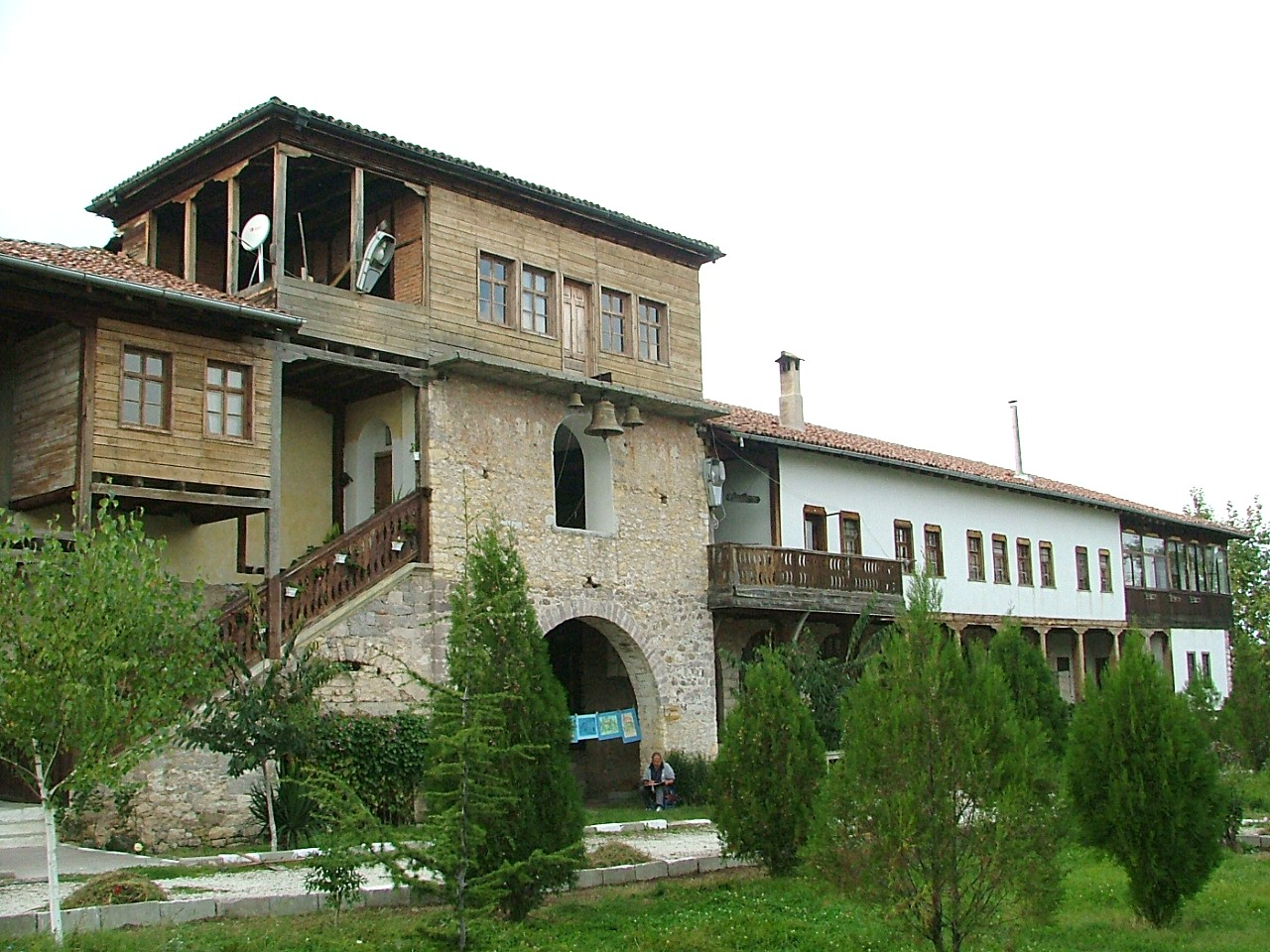